# 石川卓磨
石川 卓磨（いしかわ たくま、1979年 - ）は、日本のアーティスト、美術批評家。武蔵野美術大学造形構想学部クリエイティブイノベーション学科准教授。蜘蛛と箒主宰。

## 概要
1979年千葉県生まれ。武蔵野美術大学大学院造形研究科美術専攻油絵コース修了（修士）。東京都在住。
2023年4月より武蔵野美術大学造形構想学部クリエイティブイノベーション学科に准教授着任。
近現代のアートを専門領域とし、作家、批評、キュレーション、編集、映像制作など。
「αMプロジェクト2023-2024｜開発の再開発」ゲストキュレーター。
芸術・文化の批評、教育、製作などを行う研究組織である「蜘蛛と箒」を主宰。
絵画、写真、映像などの複数のメディアの関係性を捉え直す作品を制作。デザインや現代思想などの接点を重視し、近代の前衛芸術からスペキュラティブ・デザイン、ソーシャリー・エンゲイジド・アートなどをリサーチ対象にしている。

## 個展
「小説の中の私」TALION GALLERY(2019/東京)
「教えと伝わり」TALION GALLERY(2016/東京)
「真空を含む」国際芸術センター青森 (2016/青森)
「イーサン・ハントのフラッシュバック」TALION GALLERY (2014/東京)
「世界と孤独vol.2 石川卓磨」美術画廊 X (2012/東京)

## グループ展
「雲をつかむできごと」switch point (2018/東京)
「第9回 恵比寿映像祭」東京都写真美術館 (2017/東京)
「responsive/responsible レスポンシブ/レスポンシブ」テコギャラリー (2016/ 青森)
「カメラのみぞ知る」Yumiko Chiba Associates (2015/東京)
「複々線」現代heights (2014/東京)、「地上より」GALLERY SIDE2 (2013/東京)
「似て非なるもの」TALION GALLERY (2012/東京)、
「美術評論家鷹見明彦追悼展」表参道画廊+MUSEE F(2011/東京)
「高嶋晋一 石川卓磨 FLIGHT DUR ATION」gallery of The Fine Art Laboratory(2009/東京)
「引込線」第1回所沢ビエンナーレ美術展 (2009/埼玉)など。

## 企画
「開発の再開発」ギャラリーαM（2023 - 2024/東京）

## 主な論考
「写実主義の超克と素描のまなざし : エゴン・シーレの素描についての対話」
『ユリイカ2023年2月号 特集＝エゴン・シーレ』(青土社、2023年）
「パーティーの後で」『中﨑透　フィクション・トラベラー』図録 （水戸芸術館現代美術センター、2022年)
「アフリカ系アメリカ人として生きる「怯え」と文化的混血性。ラシード･ジョンソン「Plateaus」レビュー」（Tokyo Art Beat、2022年）
「寄生し、介入する」『丸亀での現在 』図録（丸亀市猪熊弦一郎現代美術館、2022年）
「大きな物語に抵抗する14の「小説」たち。「Seven / Seven: The Fraught Landscape」レビュー」（Tokyo Art Beat、2022年）「ARTIST INTERVIEW ロニ・ホーン」『美術手帖2021年12月号』（美術出版社、2021年）
「アンリ・マティスのヴァーチャル・リアリティ」
『ユリイカ2021年5月号 特集＝アンリ・マティス』（青土社、2021年）など。